# 戴安娜广场

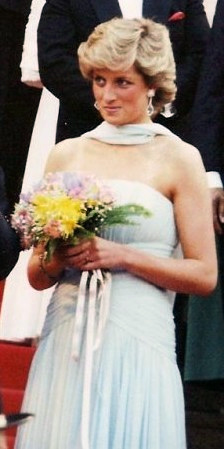
戴安娜

戴安娜广场（法語：Place Diana，法語發音：[plas diana]），2019年建立，是法國巴黎巴黎十六区的一個广场，位於塞纳河右岸、阿尔玛桥附近，其命名是為了向威爾斯王妃戴安娜致敬。

## 方尖碑

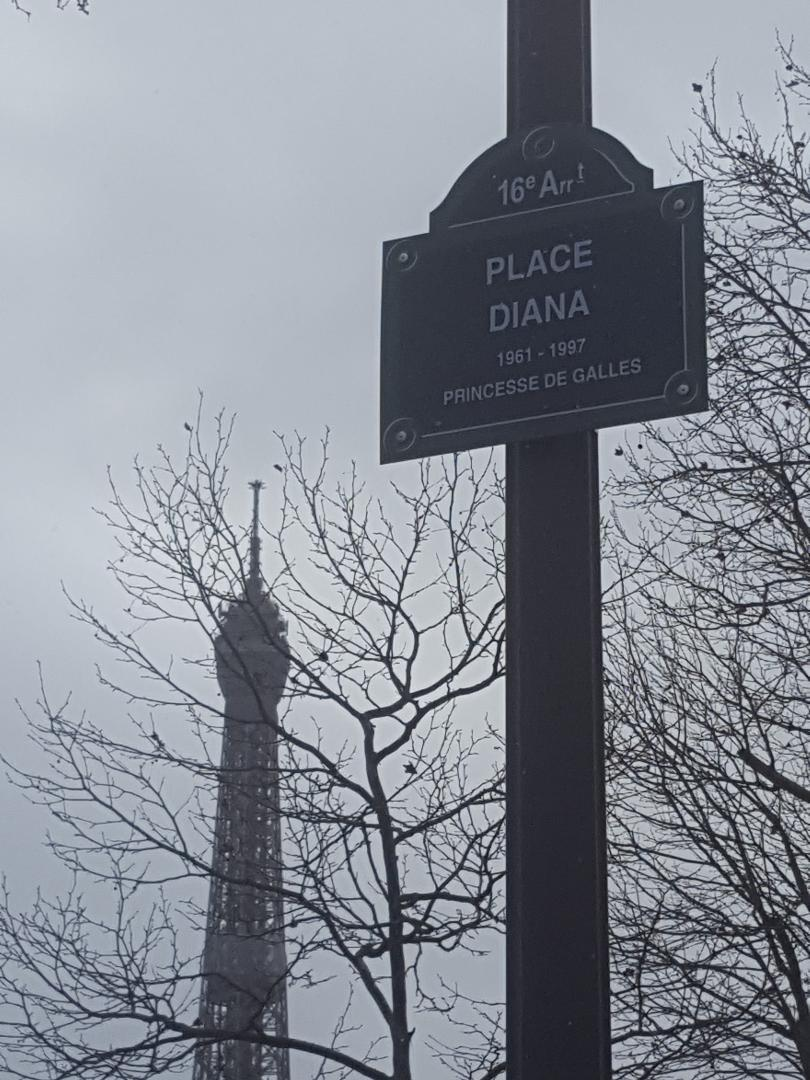
戴安娜广场